# Scaphirhynchus suttkusi
Scaphirhynchus suttkusi е вид лъчеперка от семейство Есетрови (Acipenseridae). Видът е критично застрашен от изчезване.

## Разпространение
Разпространен е в САЩ (Алабама и Мисисипи).